# Software como serviço
Software como serviço, do inglês Software as a service (SaaS), é uma forma de distribuição e comercialização de software.
No modelo SaaS, o fornecedor do software se responsabiliza por toda a estrutura necessária à disponibilização do sistema (servidores, conectividade, cuidados com segurança da informação), e o cliente utiliza o software via internet, pagando um valor pelo serviço.
O modelo SaaS oferece software como serviço com propósitos específicos que estão disponíveis para os usuários na Internet. Os sistemas de software são acessíveis a partir de vários dispositivos por meio de uma interface cliente em uma rede de modelo cliente-servidor como um navegador Web. No SaaS, o usuário não administra as características individuais da aplicação, exceto configurações específicas. Sendo assim, os desenvolvedores se concentram em atualização e não na infraestrutura, levando ao desenvolvimento rápido de sistemas de software.
A tecnologia utilizada não determina o modelo. O software utilizado pode ser inteiramente pela internet (utilizado via navegador) ou pode ter alguma instalação local (como no caso de softwares antivírus ou de backup). A característica principal é a não aquisição das licenças vitalícias, mas sim o direito pelo uso da licença a partir de pagamentos recorrentes, normalmente mensal ou anual.
No modelo de serviço SaaS (Software as a Service) a receita gerada por um cliente vem ao longo de um período extenso. A maioria gera receita a partir de uma mensalidade (ou até mesmo anuidade). Caso o cliente fique insatisfeito por algum motivo ou perca o interesse pelo serviço, ele pode descontinuar o uso, fazendo com que a empresa incorra na perda dos recursos gastos para disponibilizá-lo.
Por exemplo, com produtos de software como serviço (SaaS), você pode implantar software hospedado na infraestrutura da AWS e conceder aos compradores acesso ao software em seu ambiente da AWS. Você pode ser responsável por gerenciar o acesso de clientes, criação de contas, provisionamento de recursos e gerenciamento de contas em seu software.
O SaaS foi incorporado à estratégia de quase todas as empresas de software empresarial.

## Benefícios
Comparando com o modelo tradicional de distribuição de produtos de software (no qual o cliente adquire a licença de uso e se responsabiliza pela instalação e manutenção em produção) podemos destacar as seguintes vantagens do modelo SaaS para os clientes:
- Não exige que o cliente crie uma estrutura e capacite os profissionais para manter o sistema funcionando, permitindo que ela se foque no seu negócio
- Permite uma abordagem gradual de implementação, podendo começar com poucas licenças e expandir conforme tiver um retorno positivo do seu investimento, reduzindo os riscos e o tempo para o retorno do investimento
- Permite aumentar ou reduzir as licenças ao longo do tempo, de acordo com as necessidades do negócio.
- A implementação pode ser feita com pouca dependência das equipes de TI da empresa, não disputando prioridade com outros sistemas e podendo reduzir os tempos de implantação.

## Modelos de cobrança
São comuns os seguintes modelos de cobrança no SaaS:
- valor recorrente (geralmente mensal) proporcional ao número de licenças utilizadas
- valor recorrente (geralmente mensal) proporcional ao uso (ex.: disparo de e-mail marketing)
- propaganda (banners)
- Freemium - com versões gratuitas e pagas de acordo com as funcionalidades disponíveis

Importante notar que uma grande diferença em todos os casos do modelo tradicional é o baixo desembolso inicial e o pagamento ao longo do tempo pelo uso do produto.
O Serviço de Software é regido por leis nacionais e internacionais.
A Lei que rege os contratos de serviços de software é a LEI Nº 9.609 , DE 19 DE FEVEREIRO DE 1998 e a Lei 10.406 em seus arts. 593 a 709.
Os direitos e deveres de empresa contratante e empresa contratada são regidas por estas leis.
O SaaS é uma modalidade de serviço de software, distribuída pela internet, cuja principal característica é o baixo custo.
Exemplo de Saas:
Se uma empresa desenvolve a solução e a disponibiliza na internet dentro de seu próprio servidor e não cobra nada para seus clientes se cadastrarem, nada para receber email e com um limite de 99 GB de armazenamento, mas vai cobrar pelo envio de email a quantia de $0,01 e a mensalidade de $10,00 por outros serviços adicionais, aí fica caracterizado a obtenção de receita através de SaaS.
O SaaS quando atinge um grande número de clientes possibilita ganhos de receita variável que a longo prazo são mais viáveis que a venda de software comum. Porém, os altos custos de suporte e publicidade para se manter o software atualizado, e os altos salários dos profissionais envolvidos exigem que os preços sejam definidos levando-se em conta o ponto de equilíbrio da empresa.

## Desafios iniciais de um Software como Serviço

### Ajuste de mercado
Todo software como serviço precisa encontrar a segmentação de mercado ideal para seu tipo de produto para que consiga crescer rapidamente. Isso acontece quando o perfil de clientes uniformiza e é muito mais fácil vender, e a consequência imediata é que o número de clientes aumenta rapidamente.
Uma boa abordagem é testar verticais de negócio (setores do mercado) ao invés de várias empresas uma a uma. Isso permite uma velocidade nos testes, e um panorama geral do que o mercado tem pelo seu software.

### Diminuir a Taxa de rejeição
Independente do modelo de cobrança, o desafio do SaaS é reter os clientes e evitar que eles saiam da base de usuários ativos. Isso acontece com um ótimo produto, onde o cliente consegue enxergar valor desde o início.
Há inúmeras técnicas para manter o cliente ativo e diminuir a taxa de rejeição. O ideal é determinar um ponto crítico de uso, uma métrica onde a empresa sabe que, em média, se um usuário atingi-la a chance de cancelar a conta é muito pequena.

## Fases de Crescimento de um Software como Serviço

### Busca pelo Ajuste de Produto ao Mercado
As empresas que vendem Software como Serviço tem um desafio em comum: encontrar um grupo de clientes com características semelhantes dispostos a pagar por seu produto. Recomenda-se que esse número seja maior que 10 e que esses clientes não tenham relação de amizade ou parentesco com os sócios. A partir daí a empresa encontrou um indício de qual vertical de negócio adotará melhor o produto, e isso é sentido de duas formas: o esforço de venda diminui e a média de uso em horas por cliente aumenta muito.

### Definição da estratégia de crescimento
Uma vez que o Software como Serviço encontrou a vertical de negócio que está adotando bem o produto cabe à empresa decidir quais os canais que seus clientes são atingidos via marketing digital. Deve-se observar quantos concorrentes já usam aquele canal de marketing, ou seja, quão saturado ele é e qual a velocidade que os resultados chegam.

### Controle das métricas
Agora que a empresa já sabe quais canais de marketing são mais efetivos e geram crescimento, ela precisa se preocupar com as métricas mais importantes no que diz respeito à saúde financeira do empreendimento: o custo de aquisição do cliente (CAC) e o Customer Lifetime Value (LTV). O custo de aquisição do cliente representa quantos reais cada cliente custa para chegar até a base e o LTV significa o quanto o cliente deixará de dinheiro até sair da base. Para prosperar a empresa precisa de um baixo custo de aquisição de clientes e um alto LTV, ou seja, que os clientes fiquem por bastante tempo e continuem pagando.

### Ganho de escala
As maiores empresas de Software como Serviço chegam aos R$ 100 milhões de faturamento em normalmente 7 a 10 anos de existência. O desafio de crescer nessa velocidade exigirá investimentos externos para que a empresa cresça e domine o mercado de SaaS, que tem essa regra de que o “vencedor leva tudo”, e expandir rápido e dominar a maior parte dos clientes é mandatório.

## Desafios à adoção
Algumas limitações atrasam a aceitação de sistemas como serviços, e impedem seu uso em alguns casos:
- Como armazenam-se dados nos servidores do fornecedor, a segurança de dados torna-se uma questão[7]
- Aplicações Saas são hospedadas na nuvem, longe dos usuários.  Isso introduz latência no ambiente; por exemplo, o modelo é inadequado quando se exigem tempos de resposta na casa dos milissegundos.
- Arquiteturas de múltiplos hóspedes, que representam eficiência de custo para provedores de solução, limitam a personalização de aplicações.
- Algumas aplicações de negócios requerem acesso a, ou integração com, os dados atualizados do cliente.  Quando tais dados são volumosos ou sensíveis (p. ex., informação pessoal de usuários finais), integrá-los com programas hospedados remotamente pode ser custoso e (ou) arriscado, ou conflitar com regulamentos de governança de dados.
- Leis de garantia constitucional contra busca e apreensão não protegem todas as formas de dados armazenados dinamicamente em Saas.  O resultado é que acrescenta-se um elemento na cadeia de segurança onde acesso aos dados e, por extensão, abuso dos mesmos, limitam-se apenas pela honestidade pressuposta de terceiras partes ou agências governamentais capazes de aceder aos dados por sua própria iniciativa.[8][9][10][11][12]
- Mudar de provedor pode envolver a tarefa lenta e difícil de transferir arquivos de dados muito grandes por meio da Internet.
- Organizações que adotam Saas podem descobrir serem forçadas a adotar novas versões, resultando em custos de treinamento ou no aumento da possibilidade de erros de usuário.
- Depender de uma conexão à Internet significa que transferem-se os dados de e para um provedor de serviço na velocidade da Internet, em vez da velocidade mais alta de uma rede interna à organização usuária.[13]

O modelo padrão também tem limitações:
- Compatibilidade com equipamentos, outros programas e sistemas operacionais.[14]
- Problemas de licenciamento e conformidade (cópias desautorizadas de programas de computador colocando a organização sob risco de multas ou processos).
- Processos de manutenção, suporte, e revisão de versões.
- A empresa provedora de hospedagem Saas consegue garantir o nível de disponibilidade do ANS (acordo de nível de serviços)?

## Depósito fiduciário de dados e código-fonte
O depósito fiduciário de dados e código-fonte é a manutenção de cópias de código-fonte e dados aplicativos críticos com um terceiro independente.  Permite proteger e assegurar dados e código-fonte de aplicações Saas contra perdas
Há muitas e várias razões para considerar o depósito fiduciário, inclusive preocupações com falência de fornecedores, perdas de serviços sem planejamento, perda ou corrupção de dados.  Muitas organizações também desejam assegurar-se de se conformarem a seus próprios padrões de governança de dados, ou querem análise de dados e relatórios melhorados sobre seus dados.  Uma pesquisa sobre o crescimento de Saas mostrou que 85 % dos participantes queriam uma cópia de seus dados.  Um terço desses queria uma cópia diária.

## Observações adicionais
Apesar do nome similar, não deve ser confundido com Web Services, que diz respeito a modularização, reaproveitamento e integração de processos de sistemas heterogêneos. Mas de qualquer forma, é interessante que alguns sistemas que utilizem da teoria SaaS disponibilizem seus serviços através de Web Services, dessa forma, seus serviços poderão ser utilizados em outros sistemas, sem precisar de intervenção humana, gerando novos tipos de produtos e serviços automatizados.
Os conceitos de Saas (Software como um Serviço) e HaaS (Hardware como um serviço) estão se difundindo rapidamente com o novo modelo de computação conhecido como cloud computing.
A solução SaaS é indicada principalmente para Pequenas e Médias empresas pois permite que elas tenham acesso a boas soluções de tecnologia sem que façam grandes investimentos em hardware e infraestrutura.